# آلبرت مایرز
آلبرت مایرز (انگلیسی: Albert Meyers; ۲۲ نوامبر ۱۹۳۲ – ۲۳ اکتبر ۲۰۰۷) شیمی‌دان، و استاد دانشگاه اهل ایالات متحده آمریکا بود. سنتز مایرز در شیمی آلی به افتخار وی نامگذاری شده است.